# The Godfather: Part III
The Godfather: Part III er en amerikansk film fra 1990, instrueret af Francis Ford Coppola. Filmen er tredje del i en trilogi, der følger en fiktiv mafiafamilie i USA over flere generationer. Filmen er tredje og sidste film i Godfather-trilogien.

## Medvirkende
- Al Pacino – Michael Corleone
- Diane Keaton – Kay Adams Michelson
- Talia Shire – Connie Corleone Rizzi
- Sofia Coppola – Mary Corleone
- Andy Garcia – Vincent Mancini
- Eli Wallach – Don Altobello